# 2019년 에스토니아 총선
2019년 에스토니아 총선(에스토니아어: 2019. aasta Riigikogu valimised)은 2019년 3월 3일 에스토니아에서 치러진 의회 총선거로, 제14대 리기코구 의회의 의원 101인을 선출하였다. 선거 결과 에스토니아 개혁당이 4석을 늘린 34석을 확보하여 제1당을 유지하였으며, 에스토니아 보수인민당이 12석을 늘려 19석을 확보하면서 가장 큰 선전을 거뒀다.
선거 열흘 뒤 제14대 의회가 에스토니아 수도 탈린의 톰페아성에서 개원하였다.

## 배경

### 선거 제도
에스토니아 의회인 리기코구는 총 101인의 의원으로 구성되어 있으며, 12개 중선거구에서 비례대표제로 선출된다. 각 선거는 돈트 방식을 수정 적용하여, 전국 득표율이 5%를 넘긴 정당이 의석을 확보하게 된다. 개인후보의 득표수가 해당 선거구의 단순정수 (선거구 유효투표수를 지역구 할당의석수로 나눈 값)에 도달하거나 넘기긴다면 바로 당선된 것으로 보며, 여기에 이르지 못한 나머지 할당의석은 각 정당별 득표율과 개인후보의 득표수에 따라 배분된다. 선거구 단위에서도 결론이 나지 않은 의석은 국가 차원에서 각 정당이 제출한 비공개 후보명부에 따라 채워지게 된다.
다음은 각 지역구별 할당 의석수이다.
| 지역구     | 지역구                                        | 할당 의석수 |
| ---------- | --------------------------------------------- | ----------- |
| 제1선거구  | 탈린시 하베르스티구, 퍼흐야탈린구, 크리스틴구 | 10석        |
| 제2선거구  | 탈린시 케스클린구, 라스나메구, 피리타구       | 13석        |
| 제3선거구  | 탈린시 무스타메구, 넘메구                     | 8석         |
| 제4선거구  | 하리우주 (탈린 제외), 라플라주                | 15석        |
| 제5선거구  | 히우주, 래네주, 사레주                        | 6석         |
| 제6선거구  | 래네비루주                                    | 5석         |
| 제7선거구  | 이다비루주                                    | 7석         |
| 제8선거구  | 얘르바주, 빌리안디주                          | 7석         |
| 제9선거구  | 여게바주, 타르투주 (타르투시 제외)            | 7석         |
| 제10선거구 | 타르투시                                      | 8석         |
| 제11선거구 | 버루주, 발가주, 펄바주                        | 8석         |
| 제12선거구 | 패르누주                                      | 7석         |

### 주요 참여 정당
| 정당명 | 정당명                                                  | 대표                  | 이념                                                           | 2015년 총선 결과     |
| ------ | ------------------------------------------------------- | --------------------- | -------------------------------------------------------------- | -------------------- |
|        | 에스토니아 개혁당 Eesti Reformierakond                  | 카야 칼라스           | 중도 경제적 자유주의, 고전적 자유주의                          | 30석 (득표율 27.69%) |
|        | 에스토니아 중도당 Eesti Keskerakond                     | 위리 라타스           | 중도-중도좌파 사회자유주의, 러시아 소수민족 대변               | 27석 (득표율 24.81%) |
|        | 사회민주당 Sotsiaaldemokraatik Erakond                  | 예브게니 오시노브스키 | 좌파 사회민주주의, 제3의 길                                    | 15석 (득표율 15.19%) |
|        | 이사마 Isamaa                                           | 헬리르발도르 세데르   | 중도우파-우파 보수주의, 기독교 민주주의, 국민보수주의          | 14석 (득표율 13.71%) |
|        | 자유당 Eesti Vabaerakond                                | 카울 누름             | 중도우파 국민보수주의, 자유보수주의, 포퓰리즘                  | 8석 (득표율 8.69%)   |
|        | 에스토니아 보수인민당 Eesti Konservatiivne Rahvaerakond | 마르트 헬메           | 우파-극우 내셔널리즘, 국민보수주의, 유럽회의주의, 직접민주주의 | 7석 (득표율 8.15%)   |
|        | 에스토니아 200 (E200) Eesti 200                         | 크리스티나 칼라스     | 중도 사회자유주의, 경제적 자유주의, 기술관료제                 | (신당)               |

## 여론조사
다음은 2015년 3월부터 2019년 3월 총선 직전까지의 기간 동안 집계된 월간 정당지지율 여론조사 추이이다. 각 선은 정당을 나타내며 노란색이 개혁당, 초록색이 중도당, 남색이 보수인민당, 붉은색이 사회민주당, 하늘색이 조국과 공화국을 위한 연합 (이사마당)이다.

## 결과

선거구별 최다 득표율 정당 현황. 전자투표 (전체 투표율 중 43.8% 차지)는 반영되지 않았다.
개혁당
중도당
보수인민당

선거구별 최다 득표율 정당 현황 (전자투표).
개혁당
중도당

|               |                       |         |        |       |        |      |  |  |  |  |  |  |  |  |
| 정당          | 정당                  | 득표수  | %      | 증감  | 의석수 | 증감 |  |  |  |  |  |  |  |  |
|               | 개혁당 (REF)          | 162,364 | 28.94% | 1.25% | 34     | 4    |  |  |  |  |  |  |  |  |
|               | 중도당 (KESK)         | 129,617 | 23.10% | 1.71% | 26     | 1    |  |  |  |  |  |  |  |  |
|               | 보수인민당 (EKRE)     | 99,672  | 17.76% | 9.61% | 19     | 12   |  |  |  |  |  |  |  |  |
|               | 이사마 (IE)           | 64,219  | 11.44% | 2.27  | 12     | 2    |  |  |  |  |  |  |  |  |
|               | 사회민주당 (SDE)      | 55,168  | 9.83%  | 5.36% | 10     | 5    |  |  |  |  |  |  |  |  |
|               | 에스토니아 200 (E200) | 24,447  | 4.36%  | 신당  | 0      | 보합 |  |  |  |  |  |  |  |  |
|               | 녹색당 (EER)          | 10,226  | 1.82%  | 0.92% | 0      | 보합 |  |  |  |  |  |  |  |  |
|               | 생물다양성당 (EE)     | 6,858   | 1.22%  | 신당  | 0      | 보합 |  |  |  |  |  |  |  |  |
|               | 자유당 (EVA)          | 6,460   | 1.15%  | 7.52% | 0      | 8    |  |  |  |  |  |  |  |  |
|               | 통일좌파당 (EÜVP)     | 510     | 0.09%  | 0.04% | 0      | 보합 |  |  |  |  |  |  |  |  |
|               | 무소속                | 1,590   | 0.28%  | 0.13  | 0      | 보합 |  |  |  |  |  |  |  |  |
|               |                       |         |        |       |        |      |  |  |  |  |  |  |  |  |
| 유효표        | 유효표                | 561,131 | 99.31% |       |        |      |  |  |  |  |  |  |  |  |
| 무효표/공란   | 무효표/공란           | 3,897   | 0.69%  |       |        |      |  |  |  |  |  |  |  |  |
| 총합          | 총합                  | 565,028 | 100%   | -     | 101    | 보합 |  |  |  |  |  |  |  |  |
| 미투표자      | 미투표자              | 322,391 | 36.33% |       |        |      |  |  |  |  |  |  |  |  |
| 투표자/투표율 | 투표자/투표율         | 887,419 | 63.67% |       |        |      |  |  |  |  |  |  |  |  |

최종 원내의석수 구성
| 10     | 26     | 34     | 12     | 19         |
| 사민당 | 중도당 | 개혁당 | 이사마 | 인민보수당 |

### 선거구별 득표율 결과
| 정당/선거구 | 정당/선거구 | 1    | 2    | 3    | 4    | 5    | 6    | 7    | 8    | 9    | 10   | 11   | 12   |
| ----------- | ----------- | ---- | ---- | ---- | ---- | ---- | ---- | ---- | ---- | ---- | ---- | ---- | ---- |
|             | 개혁당      | 29.0 | 26.3 | 32.5 | 38.1 | 28.6 | 23.7 | 14.0 | 26.1 | 27.2 | 34.6 | 23.3 | 26.3 |
|             | 중도당      | 30.2 | 37.6 | 23.9 | 15.1 | 17.9 | 19.9 | 50.7 | 16.7 | 15.4 | 13.6 | 21.3 | 19.2 |
|             | 보수인민당  | 11.3 | 10.2 | 14.1 | 18.3 | 21.5 | 21.4 | 8.3  | 22.4 | 22.4 | 17.0 | 24.7 | 28.1 |
|             | 이사마      | 8.8  | 7.7  | 10.2 | 11.1 | 10.5 | 20.3 | 6.5  | 16.5 | 17.5 | 12.1 | 9.6  | 12.2 |
|             | 사회민주당  | 10.1 | 8.4  | 9.3  | 8.4  | 10.7 | 9.0  | 14.8 | 12.5 | 9.3  | 11.3 | 11.7 | 6.7  |
|             | E200        | 4.7  | 5.4  | 4.6  | 4.0  | 4.4  | 3.1  | 3.7  | 2.8  | 4.3  | 6.0  | 4.4  | 3.4  |
|             | 녹색당      | 3.2  | 2.1  | 2.5  | 1.9  | 2.0  | 1.2  | 0.8  | 1.0  | 1.5  | 2.1  | 1.0  | 1.2  |
|             | 기타        | 2.6  | 2.3  | 2.8  | 3.0  | 4.4  | 1.3  | 1.2  | 1.9  | 2.5  | 3.3  | 3.9  | 2.8  |

## 연정 협상

### 개혁당의 주도
총선 결과 가장 많은 의석수를 차지하여 새 정부 구성에 유리해진 개혁당이 연정 협상을 주도하게 되었다. 개혁당의 칼라스 대표는 이사마당·사회민주당과의 3당 연립내각안과, 중도당과의 양당 연립내각안 중 하나를 추진할 것이라고 밝혔다. 개혁당이 연정 수립에 성공한다면 칼라스 대표는 에스토니아 최초의 여성 총리가 된다.
2019년 3월 6일, 개혁당은 중도당과의 연정 협의에 들어갔다고 선언했다. 이틀 후 중도당은 개혁당과의 협상이 결렬되었다고 밝혔다. 중도당 측은 세금 문제와 관련해서 의견차가 컸다고 밝히며, 개혁당의 요구가 거의 최후통첩 식으로 이뤄졌다고 주장했다. 중도당과의 연정 구성이 결렬되자 개혁당은 곧바로 사회민주당, 이사마당과의 연정 협상에 나섰다. 지난 정권에서 두 당은 개혁당과 갈등을 빚은 관계였기 때문에 차후 연립내각 구성에 선뜻 나서지 않는 입장을 취하고 있었다.
3월 11일, 중도당은 이사마당, 보수인민당과의 동시협상에 나설 것이라고 선언하고, 개혁당의 연정 수립 가능성이 "지극히 불확실하다"고 비판했다. 같은 시기 이사마당은 개혁당의 연정수립안을 받아들이지 않고 중도당의 수립안을 접수하기로 결정했다. 이와 동시에 보수인민당도 중도당, 이사마당과의 연정협상에 돌입하기로 결정했다.

### 중도당의 연정 수립 시도
한편 개혁당과의 연정 협상에서 물러난 중도당이 극우 진영에 속한다고 평가받는 보수인민당과 협의에 들어간 것이 논란이 되었는데, 선거 기간 동안 위리 라타스 중도당 대표가 보수인민당의 정치적 시각 탓에 연정구성은 어려울 것이라고 선을 그어왔기 때문이다.
예전에 제가 목이 달아나도 특정 국적이나 인종과 함께하지 않겠다는 정당과 협력하는 것은 불가능하겠다고 밝힌 적이 있었는데, 보수인민당이 딱 그런 말들을 하더군요.— 2018년 11월 위리 라타스 대표, 보수인민당과의 연정 가능성을 묻는 질문에

총선이 끝나자마자 종전 입장을 철회하고 보수인민당을 연정 협상 파트너로 초대한 점과 관련해 라타스 대표는 국내외의 비판에 부딪히게 되었으며, 연정협상 개시 이후에 실시된 여론조사에서 중도당의 지지율이 하락세를 보이기도 했다. 보수인민당의 연립내각 참여 결정에 반발하는 측에서는 라타스 대표가 본인의 총리직을 유지하기 위해 중도당의 가치, 중도당에 투표한 유권자의 신임, 국가 안정을 희생시키려 한다고 비판했다. 이에 대해 라타스 대표는 본인의 최우선 임무는 유권자의 이익을 위해 일할 수 있도록 중도당이 정부 수립에 나서는 것이라고 반박하고, 연립내각은 유럽연합과 NATO를 계속 지지할 것이며 관용의 메시지를 전하게 될 것이라는 입장을 밝혔다.
보수인민당 연정 참여 결정에 대해 중도당 내부에서도 반발이 나왔다. 일부 당내 핵심인사와 총선 인기 후보들이 해당 결정에 대해 비판적인 입장을 보였으며, 라이몬드 칼률라이드는 항의의 뜻으로 당 지도부를 떠났다. 중도당 소속 국회의원이자 유럽 의회 당대표를 맡고 있는 야나 톰도 이번 결정에 대해 비판의 뜻을 밝혔다. 러시아어 화자 유권자들의 지지를 받은 미하일 컬바르트는 에스토니아 내 언어 문제에 대한 보수인민당의 강경 정책을 중도당이 따를 수는 없다고 주장했다.
이와 더불어 유럽 의회의 유럽자유민주동맹당을 이끄는 히 버르호프스타트 대표도 해당 결정을 비판하는 서한을 전달했다. 유럽자유민주동맹당은 중도당이 소속된 정당연합이기도 하다. 버르호프스타트 대표는 라타스 대표가 국민보수주의 정당인 보수인민당과의 연정 협상을 중단해야 한다고 요청했다. 라타스 대표는 버르호프스타트 대표의 서한에 대해 에스토니아 언론에 출연해 내정 간섭이라며 비판했다.
브뤼셀이 새 연정은 이렇게 되어야 한다고 에스토니아에게 명령할 수는 없다.— 위리 라타스 중도당 대표의 답변

4월 6일, 중도당-보수인민당-이사마당 간의 연정 협상이 타결되었다. 3당은 위리 라타스 대표가 총리직을 유지하며, 기존 내각에서 4개 부처의 인사와 부처명을 바꾸는 데 합의하였다. 또 새 내각이 총리를 포함해 15인의 인사로 구성되며, 한 당에 5명씩 할당하기로 합의하였다. 이로서 극우 정당이 에스토니아 정부내각에 참여하는 첫번째 사례가 되었다.

### 연정 출범
한편 케르스티 칼률라이드 대통령으로부터 연정 구성을 먼저 요청받았던 카야 칼라스 개혁당 대표는 중도당이 연정협상 타결을 선언하자, 이전에 추진하던 연정구성안을 오는 4월 15일 의회에 표결로 부치겠다는 뜻을 밝혔다. 칼라스 대표는 두가지 방안을 고려하고 있다고 밝혔는데, 하나는 (보수인민당을 제외한) 또다른 정당을 연정에 포함시키는 방안이고, 다른 하나는 사회민주당과의 소수당 정부를 구성하는 방안이었다. 그밖에도 개혁당이 사회민주당과 연정을 우선 꾸리고, 보수인민당과의 연정에 반발한 중도당과 이사마당 측 의원들의 지지를 끌어와 의석수를 확보하는 방안도 제기됐으나, "칼라스 대표는 그런 설정을 카드로 내놓겠다고 밝히고 있지는 않다"는 보도로 일축됐다.
4월 15일 에스토니아 의회에서 개혁당의 연정안이 찬성 45인, 반대 53인, 기권 2인, 불참 1인으로 부결되었다. 다음날인 4월 16일, 개혁당의 칼라스 대표가 제출한 정부수립안이 의회에서 통과되지 못하자 케르스티 칼률라이드 대통령은 위리 라타스 대표에게 차기정부 수립 권한을 공식적으로 부여하였다.
4월 17일 에스토니아 의회에서 중도-보수인민-이사마의 연정안이 55대 44로 통과되어, 중도당의 위리 라타스 대표는 새 정부 구성과 동시에 총리직을 연임하게 되었다. 이후 2019년 4월 29일 제2차 위리 라타스 내각이 출범하였다.